# Poindexter Dunn
Poindexter Dunn (* 3. November 1834 bei Raleigh, North Carolina; † 12. Oktober 1914 in Texarkana, Texas) war ein US-amerikanischer Politiker (Demokratische Partei). Zwischen 1879 und 1889 vertrat er den ersten Wahlbezirk des Bundesstaates Arkansas im US-Repräsentantenhaus.

## Werdegang
Bereits im Jahr 1837 kam der damals dreijährige Poindexter Dunn mit seinem Vater in das Limestone County in Alabama. Dort besuchte er die öffentlichen Schulen. Anschließend studierte er bis 1854 am Jackson College in Columbia (Tennessee). Danach folgte ein Jurastudium. Er wurde aber erst im Jahr 1867 als Rechtsanwalt zugelassen. Im Jahr 1856 zog Dunn in das St. Francis County in Arkansas. 1858 wurde er in das Repräsentantenhaus von Arkansas gewählt. Bis 1861 war er in Arkansas als Baumwollpflanzer tätig. Während des Bürgerkrieges war er Captain in der Armee der Konföderierten Staaten. Nach seiner im Jahr 1867 erfolgten Zulassung als Rechtsanwalt begann er in Forrest City in seinem neuen Beruf zu arbeiten.
1878 wurde Dunn in das US-Repräsentantenhaus in Washington, D.C. gewählt, wo er am 4. März 1879 Lucien C. Gause ablöste. Nachdem er in den folgenden vier Kongresswahlen jeweils wiedergewählt worden war, konnte er bis zum 3. März 1889 fünf Legislaturperioden im Kongress absolvieren. Von 1887 bis 1889 war er Vorsitzender des Ausschusses, der sich mit der amerikanischen Handelsmarine und Fragen der Fischerei befasste. Im Jahr 1888 verzichtete Dunn auf eine erneute Kandidatur.
Nach dem Ende seiner Zeit im Kongress zog er nach Los Angeles, wo er ebenfalls als Rechtsanwalt arbeitete. Im Jahr 1893 wurde er zum Sonderbeauftragten der Bundesregierung zur Verhinderung von Betrügereien in der Zollverwaltung von New York City ernannt. Zwei Jahre später zog er nach Baton Rouge in Louisiana, wo er sich im Eisenbahngeschäft engagierte. Seinen Lebensabend verbrachte Poindexter Dunn ab 1905 in Texarkana, wo er 1914 verstarb.